# Szentgyörgypuszta
Szentgyörgypuszta este o arie protejată (arie specială de conservare — SAC, sit de importanță comunitară — SCI) din Ungaria întinsă pe o suprafață de 975,44 ha, integral pe uscat.

## Localizare
Centrul sitului Szentgyörgypuszta este situat la coordonatele 47°24′39″N 18°42′38″E / 47.410833°N 18.710556°E.

## Înființare
Situl Szentgyörgypuszta a fost declarat sit de importanță comunitară în mai 2004 pentru a proteja 2 specii de plante și 8 specii de animale. Situl a fost protejat și ca arie specială de conservare în februarie 2010.

## Biodiversitate
Situată în ecoregiunea panonică, aria protejată conține 7 habitate naturale: Păduri panonice cu Quercus petraea și Carpinus betulus, Păduri panonice-balcanice de stejar turcesc - stejar sesil, Pajiști stepice panonice pe loess, Pajiști stepice subpanonice, Pajiști aluvionare inundabile, de Cnidion dubii, Păduri stepice euro-siberiene cu Quercus spp., Păduri pe pante, grohotișuri și ravene de Tilio-Acerion.
La baza desemnării sitului se află mai multe specii protejate:
- plante (2): Dianthus plumarius subsp. regis-stephani, sisinei (Pulsatilla grandis)
- mamifere (2): liliac cârn (Barbastella barbastellus), liliacul mic cu potcoavă (Rhinolophus hipposideros)
- nevertebrate (6): croitorul mare al stejarului (Cerambyx cerdo), Cucujus cinnaberinus, Limoniscus violaceus, rădașcă (Lucanus cervus), fluturele purpuriu (Lycaena dispar), Vertigo moulinsiana

Pe lângă speciile protejate, pe teritoriul sitului au mai fost identificate 9 specii de plante.